# Apertură toracică inferioară
Apertura toracică inferioară este regiunea anatomică prin care se realizează comunicarea toracelui cu regiunea abdomenului. Suprafața sa este mai mare decât cea a aperturii toracice superioare.
Apertura toracică inferioară este delimitată:
- posterior de a 12-a vertebră toracică
- postero-lateral și lateral de a 11-a și a 12-a perechi de coaste
- anterior de cartilajele costale, de la coasta 7 până la coasta 10
- antero-superior de articulația xifosternală - articulația dintre Procesul xifoid și corpul sternal)

Structurile care traversează diafragma prin apertura toracică inferioară includ Venă cavă inferioară și esofagul, aorta abdominală și canalul limfatic toracic (ultimele două realizânf pasajul prin hiatusul aortic.